# Anzhelika Terliuga
Anzhelika Terliuga (Odessa, 23 de março de 1992) é uma carateca ucraniana, medalhista olímpica.

## Carreira
Terliuga conquistou a medalha de prata nos Jogos Olímpicos de Verão de 2020 em Tóquio, após confronto na final contra a búlgara Ivet Goranova na modalidade kumite feminina até 55 kg. Ela também é campeã europeia e do Karate1 da Premier League.